# Мьинсайн
Мьинсайн (бирм. မြင်စိုင်းခေတ်) — средневековое недолго существовавшее государственное образование в центральной Мьянме.
С XII века слабеющее Паганское царство начало привлекать на службу горцев-шанов. В 1260 году один из шанских вождей — Тейнхабо — был вынужден бежать из родных мест, и поселился на паганской территории в городке Мьинсайн в районе реки Чаусхе. Три его сына — Атинхкая, Язатингьян и Тхинатху — вступили в паганскую армию, и вскоре были назначены совместно командовать гарнизоном в Мьинсайне. Они получили титулы, а их единственная сестра даже была выдана замуж за паганского принца.
В 1287 году Паган был разграблен монголами, а царь Наратихапате бежал и погиб. После ухода монголов на трон сел Чосва — сын Наратихапате. Однако тот реально контролировал лишь город Паган с окрестностями, и ему ничего не оставалось делать, как формально признать трёх шанских братьев властителями региона Чаусхе. В 1293 году он назначил старшего брата правителем Мьинсайна, среднего — правителем Меккайи, а младшего — правителем Пинле.
Братья стали вести себя как независимые правители, вели самостоятельную внешнюю политику, объявляли войны. Когда в 1297 году монгольское правительство в Пекине признало Чосву правителем зависимой территории Мяньчжун, и выдали братьям китайские титулы, то братья, власть которых была бы этим сильно ограничена, пригласили Чосву в Мьинсайн под предлогом участия в церемонии открытия построенного ими монастыря. Когда Чосва прибыл, его вынудили отречься от престола и заключили в монастырь.
В Пагане на трон взошёл сын Чосвы Сохни; ещё один сын Чосвы — Кумара Кассапа — бежал в контролируемую монголами провинцию Юньнань. В январе 1300 года войска под руководством Атинхкаи атаковали монгольские гарнизоны в Нга-Сингу и Мале к северу от Мандалая. Летом 1300 года монголы объявили Кумара Кассапу законным наследником Чосвы, и двинули из Юньнань в Мьянму 12-тысячную армию, которая в 15 января 1301 года достигла Мале. Несмотря на большие потери от болезней и партизанских нападений, монголы достигли Мьинсайна и 25 января осадили крепость, но та выдержала осаду, и 6 апреля 1301 года монголы ушли, получив взятку, которую они протрактовали как дань. В апреле 1303 года монголы вывели все гарнизоны из Верхней Мьянмы.
После ухода монголов правители Мьинсайна стали доминирующей силой в Центральной Мьянме; в Северной Мьянме образовались независимые шанские княжества. Младший из трёх шанских братьев — Тхинатху — не желая делить власть с братьями, после смерти среднего брата отравил в 1310 году старшего, и стал единоличным правителем Верхней Мьянмы. В феврале 1313 года, по совету астрологов, он перенёс столицу из Пинле в Пинью на реке Иравади.